# Musée Westercamp
Le musée Westercamp est un musée français situé à Wissembourg (Bas-Rhin).

## Historique
Fondé en 1913, le musée municipal de Westercamp est fermé depuis 2002 pour d'importants travaux de réorganisation et de rénovation. Sa réouverture avait été annoncée pour 2013, à l'occasion de son centenaire. 
Il a reçu l’appellation « Musée de France ». A ce titre le musée est soumis au contrôle de l’État et bénéficie de son soutien financier. Depuis 1994, il a intégré le réseau de la Conservation mutualisée du Parc naturel régional des Vosges du Nord,.
Dans l’attente de sa réouverture,, le musée programme régulièrement des manifestations et des expositions temporaires et s’associe à de nombreux projets permettant de redécouvrir la richesse et la diversité de ses collections.
En 2022 une exposition L'épopée d'un musée, le musée Westercamp en transition, se tenait dans les locaux de l'ancienne sous-préfecture de Wissembourg et abordait de nouvelles perspectives qui mèneront à la future réouverture du musée.
Le bâtiment de style Renaissance qui l'abrite, pour sa façade sur rue, sa façade datant du XVIe siècle côté cour, son puits et sa galerie, fait l’objet d’une inscription sur l'inventaire supplémentaire des monuments historiques depuis le 25 avril 1935.

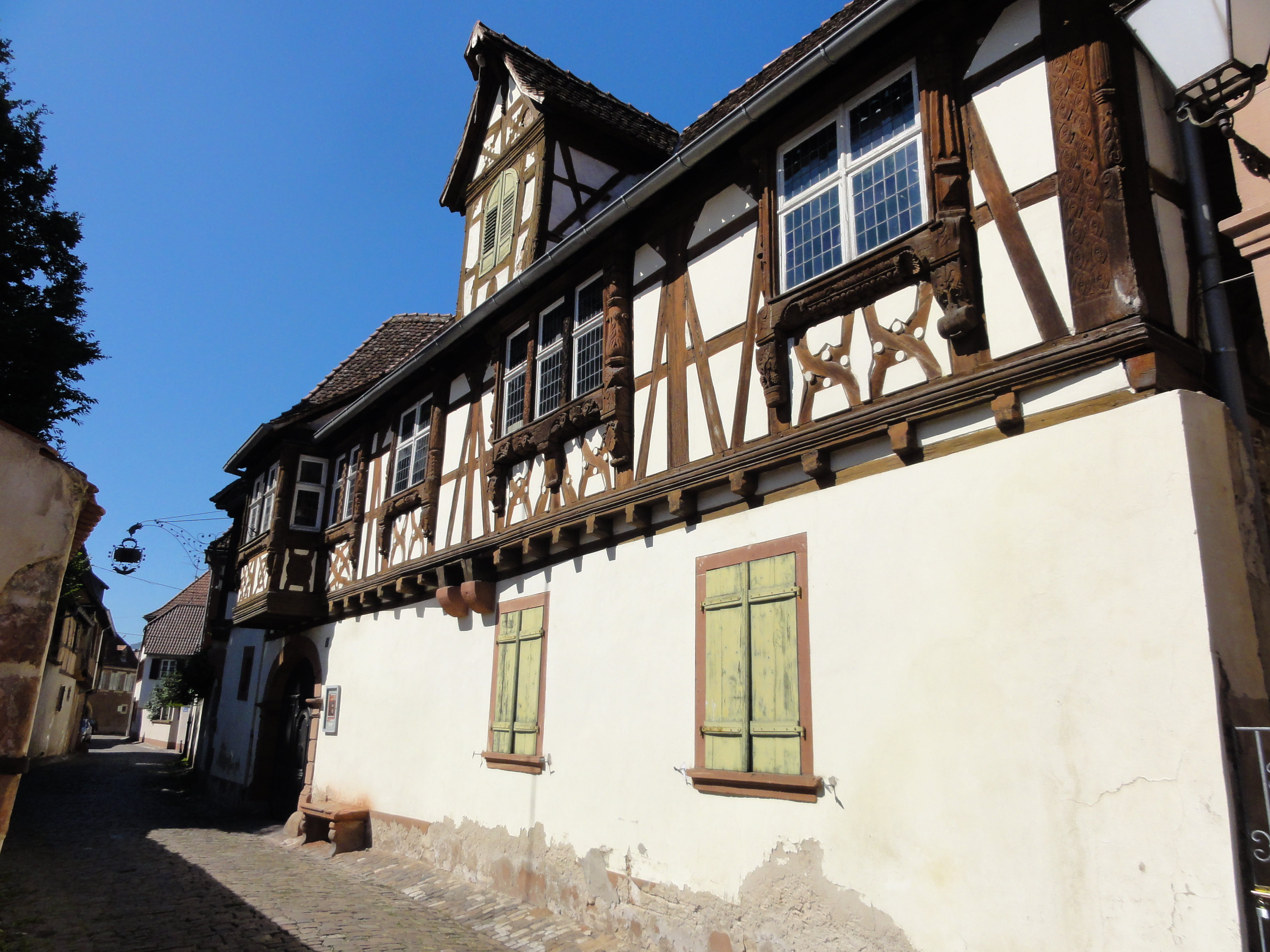
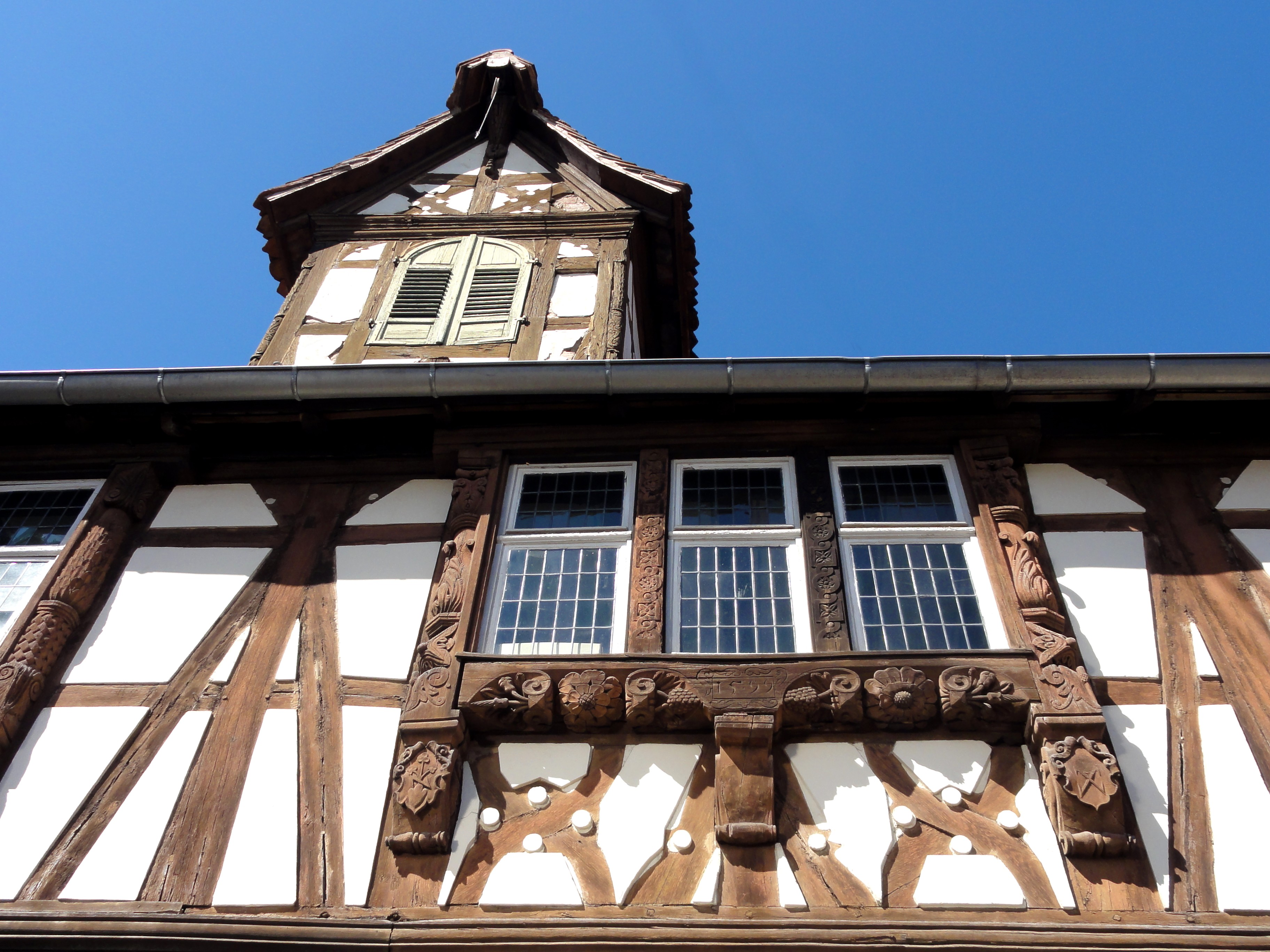
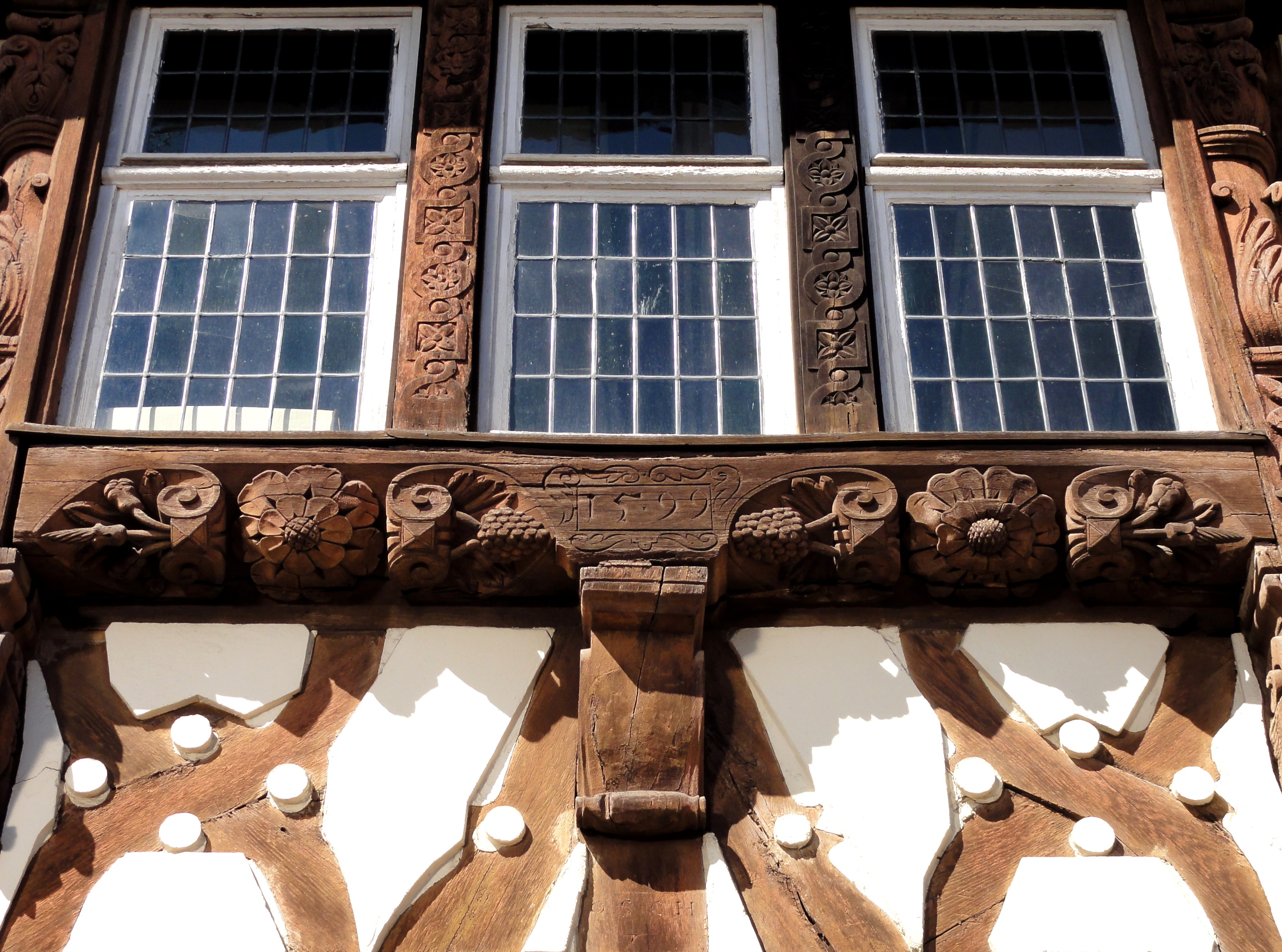
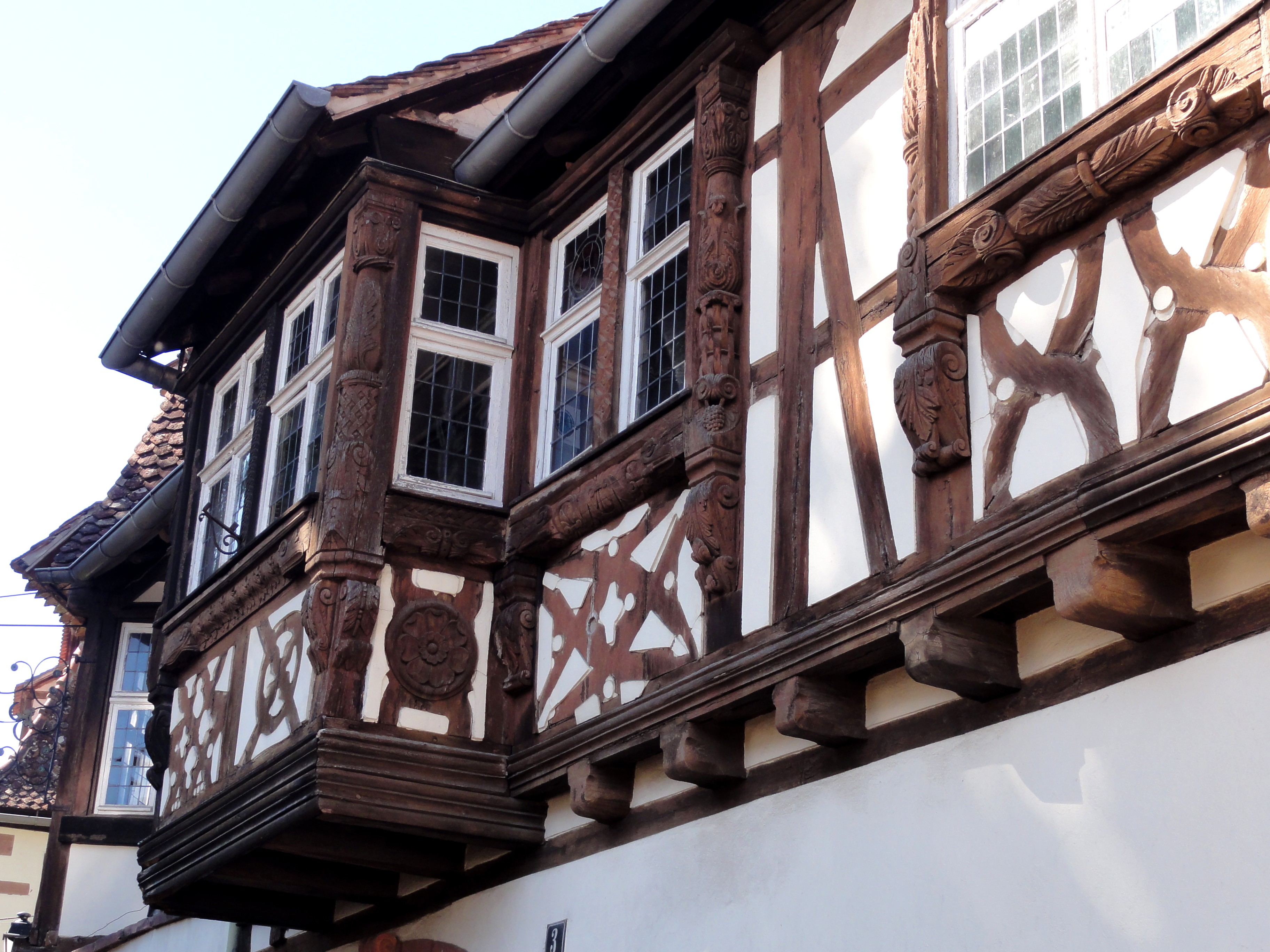
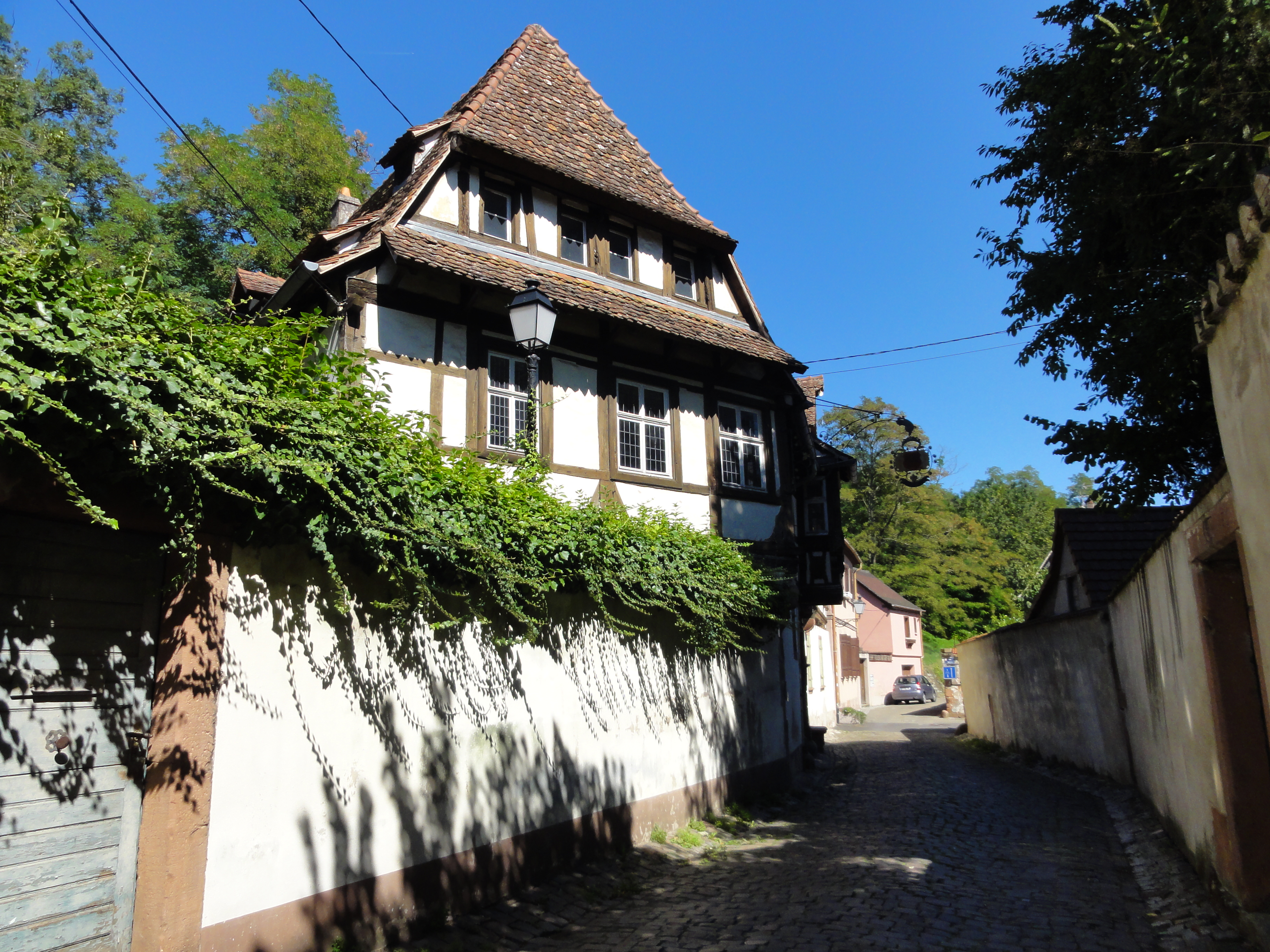

## Collections
Le musée doit son nom au notaire wissembourgeois Paul Westercamp (1839-1920) qui fit don de son importante collection personnelle, à l'origine du musée.
Ses collections couvrent les domaines suivants : archéologie, arts décoratifs, arts et traditions populaires, cités et traditions viticoles, histoire militaire liée à la guerre franco-allemande de 1870.
Le musée détient en particulier un grand nombre de lithographies produites par l'imagerie Wentzel.

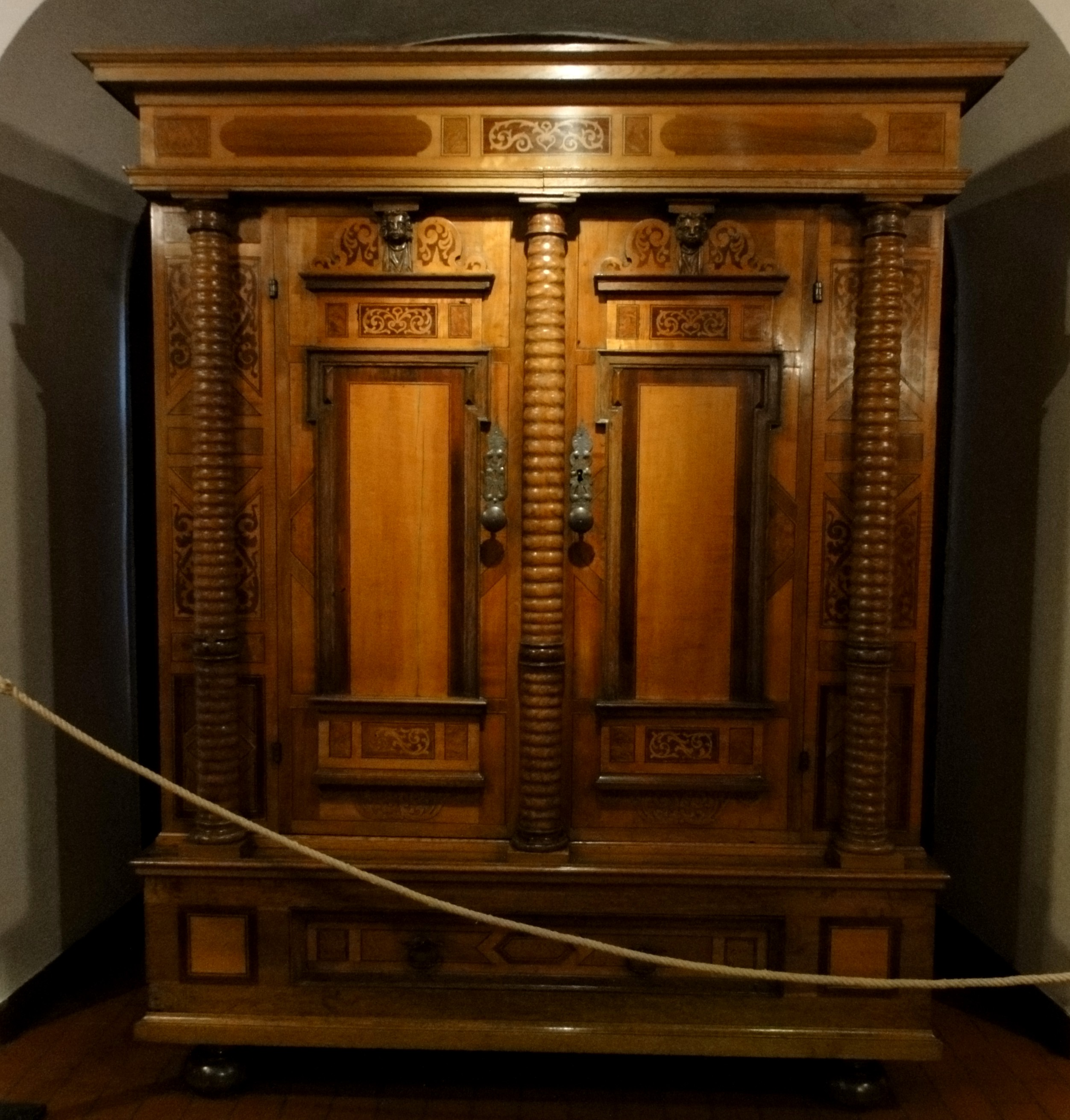
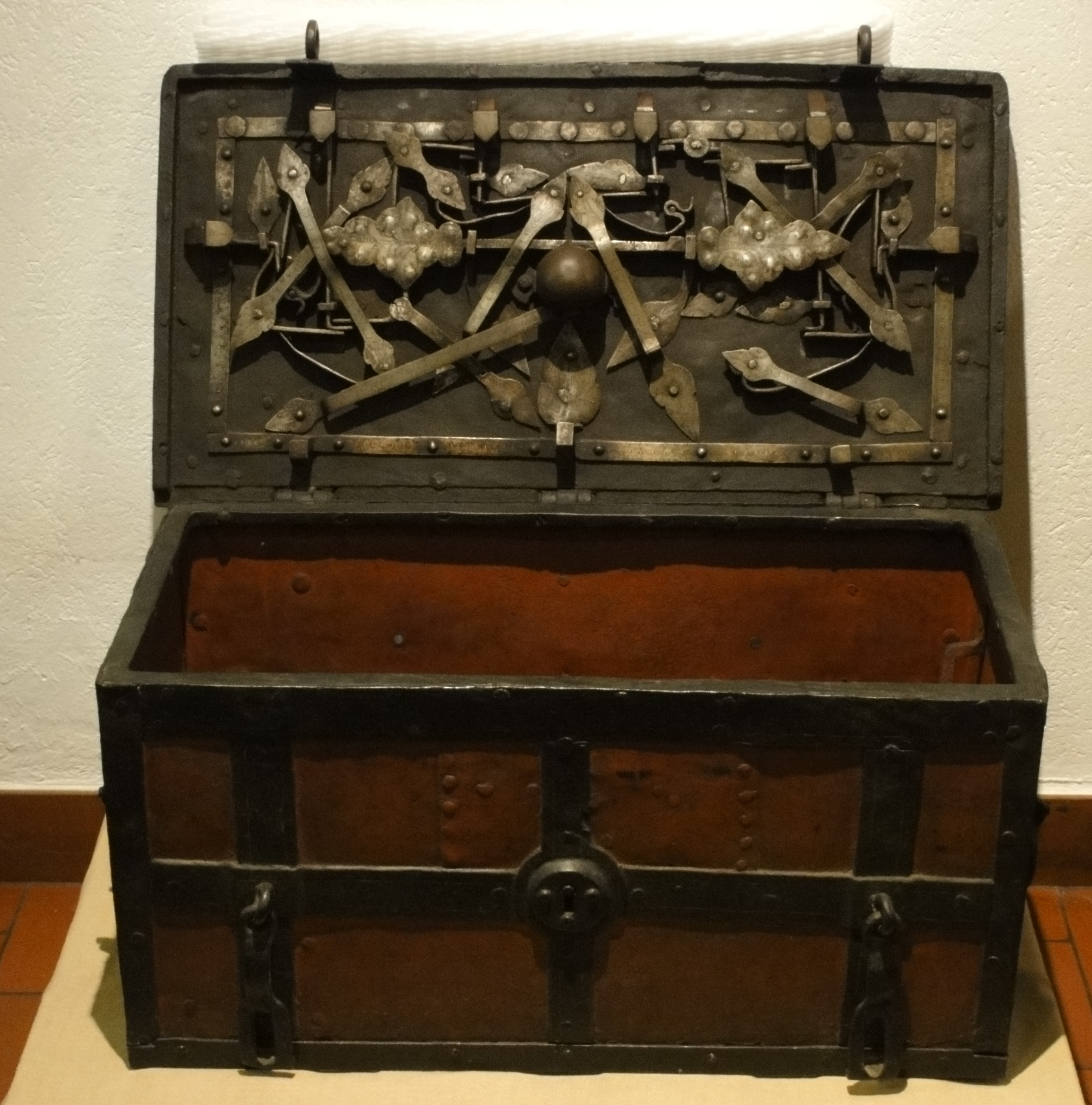
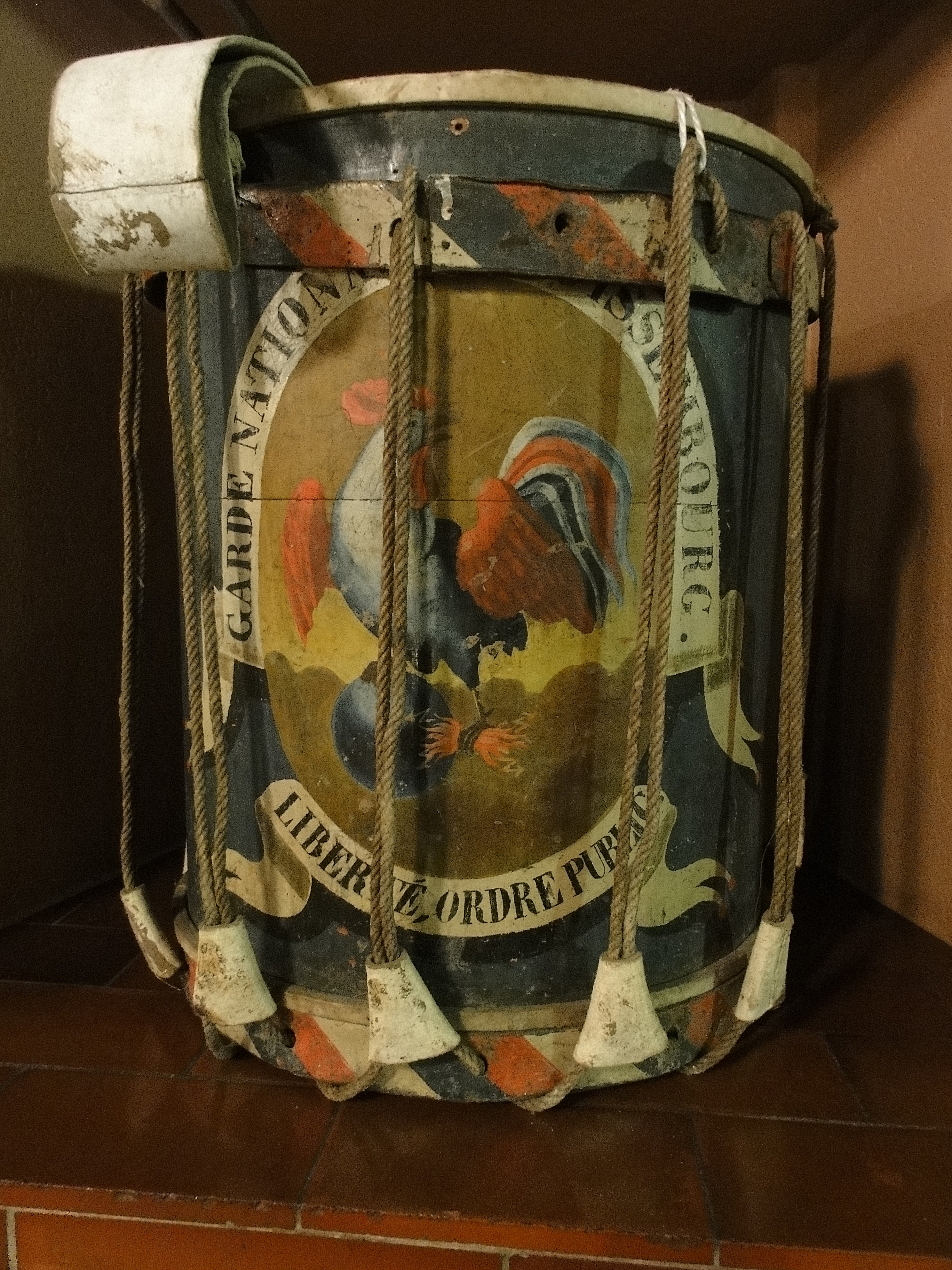
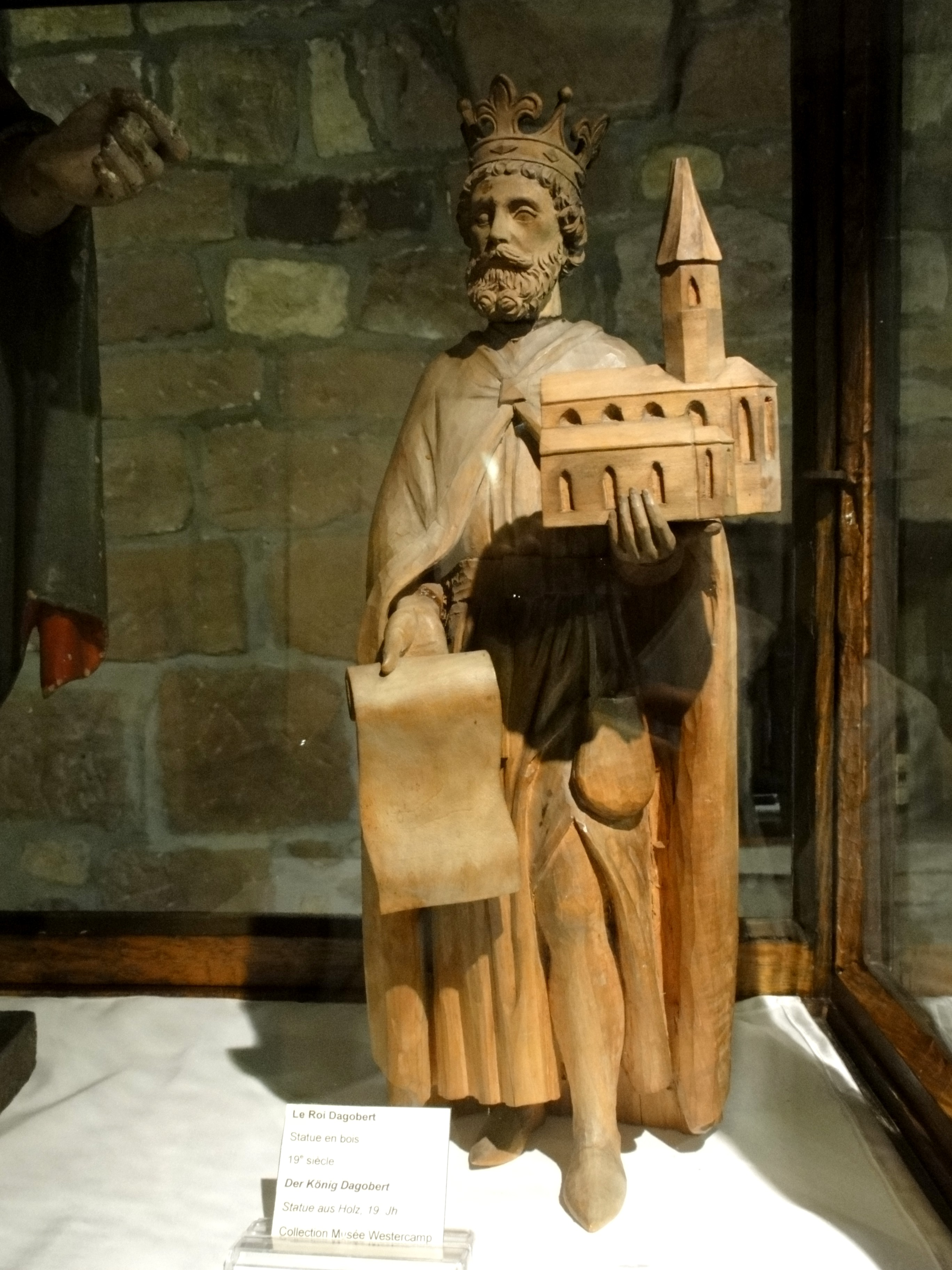
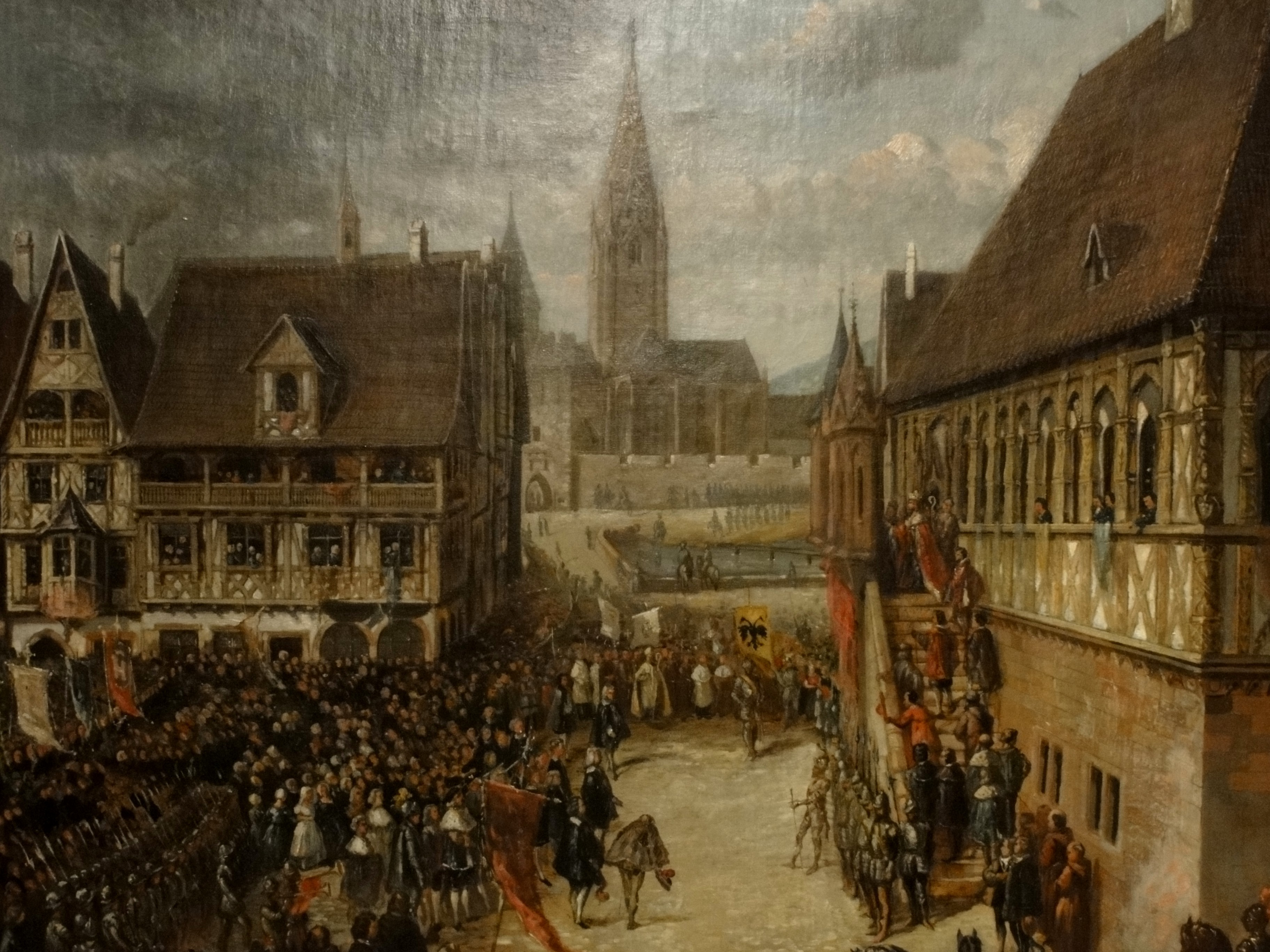
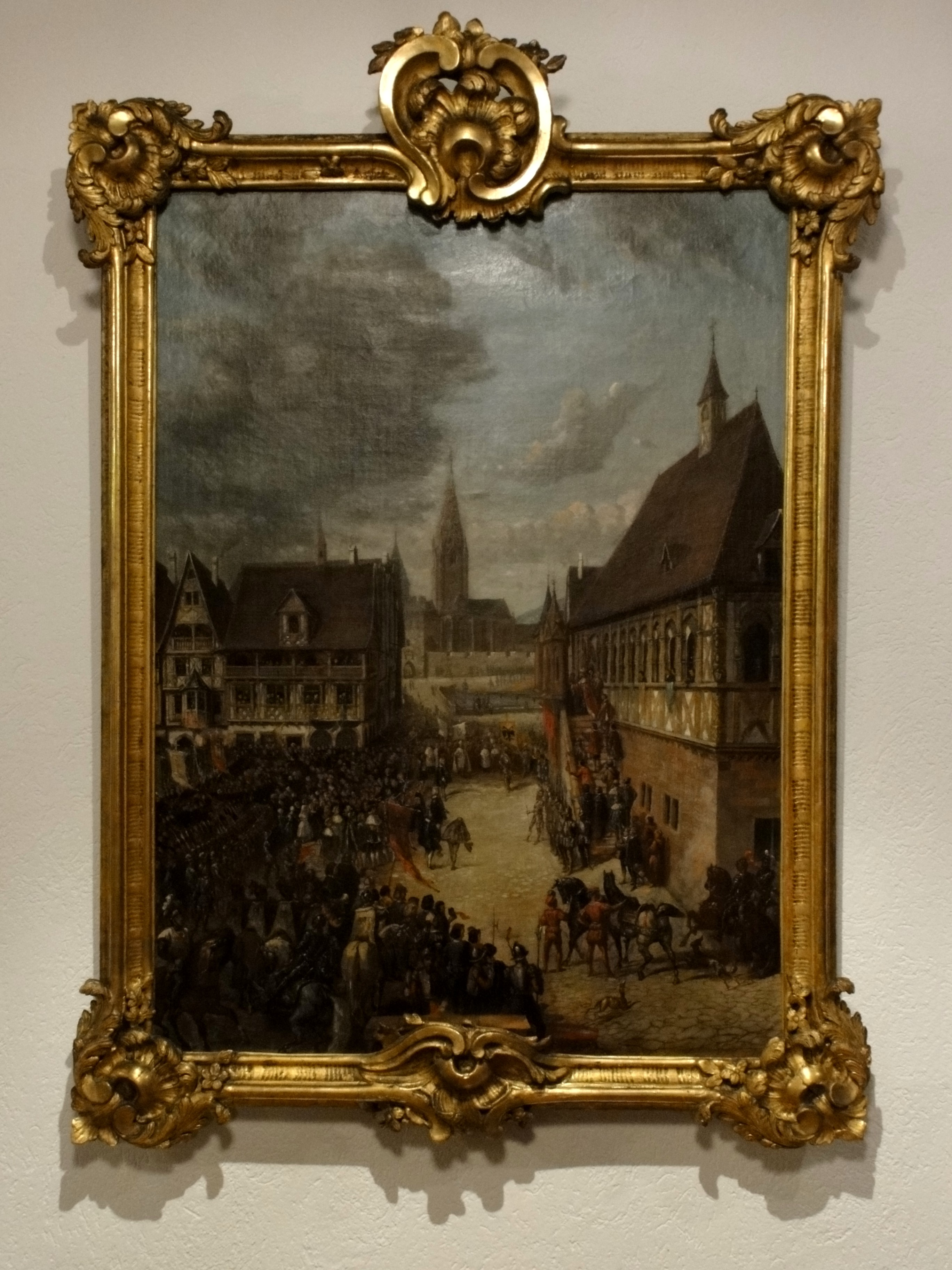
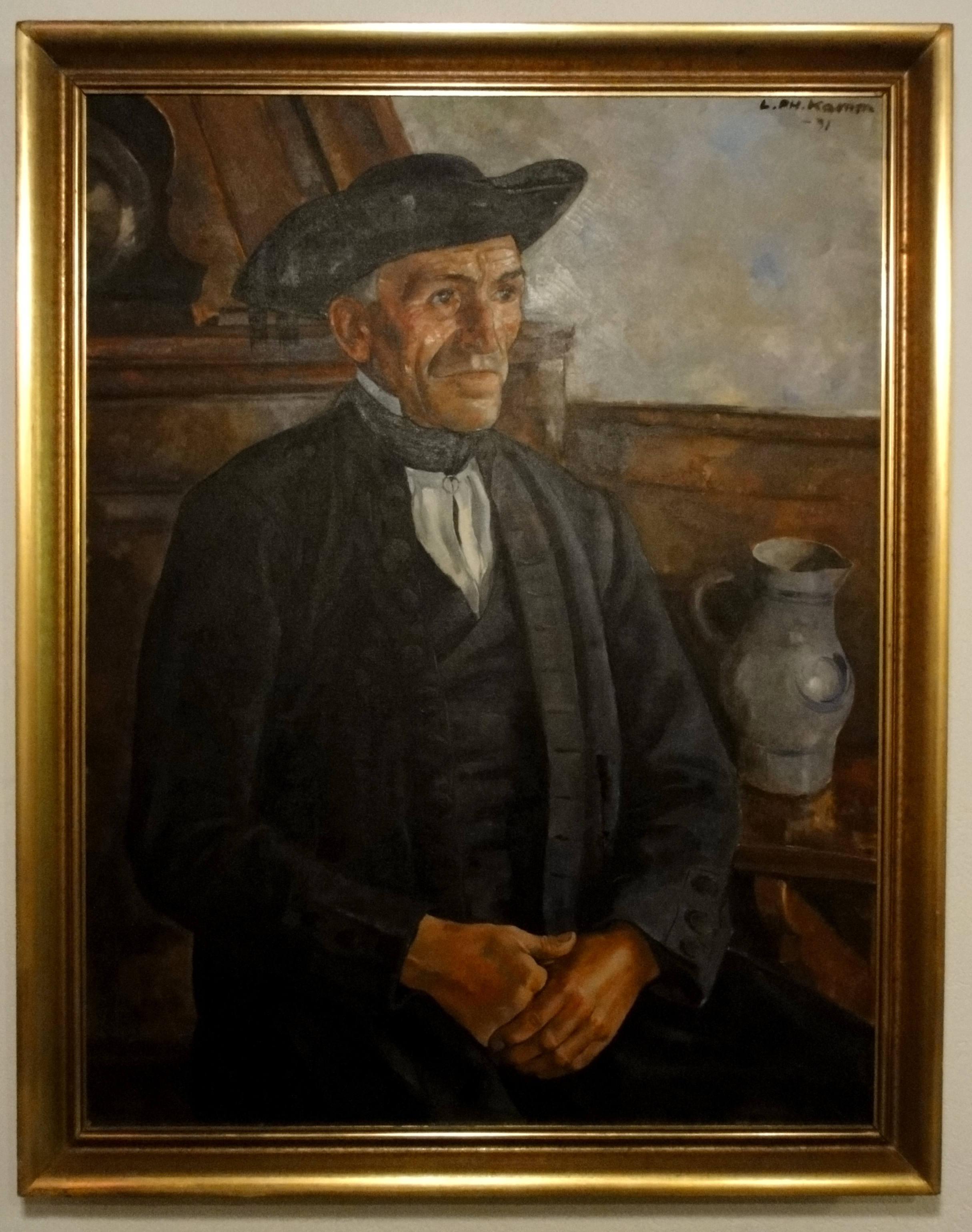